# Isiro flygplats
Isiro flygplats är en flygplats vid staden Isiro i Kongo-Kinshasa. Den ligger i provinsen Haut-Uele, i den nordöstra delen av landet, 1 600 km nordost om huvudstaden Kinshasa. Isiro flygplats ligger 743 meter över havet. IATA-koden är IRP och ICAO-koden FZJH. Isiro flygplats hade 724 starter och landningar, samtliga inrikes, med totalt 2 119 passagerare, 221 ton inkommande frakt och 5 ton utgående frakt 2015.